# Rodel Mayol
Rodel Mayol (ur. 9 sierpnia 1981 w Mandaue) – filipiński bokser, były zawodowy mistrz świata organizacji WBC w kategorii junior muszej (do 108 funtów).
Zawodową karierę rozpoczął w 2000 roku w kategorii słomkowej. Do końca 2005 roku stoczył dwadzieścia jeden zwycięskich pojedynków. 28 stycznia 2006 roku wygrał pojedynek eliminacyjny WBC z Lorenzo Trejo, pokonując go przez techniczny nokaut w czwartej rundzie i stał się oficjalnym pretendentem do tytułu mistrza świata. W konsekwencji 6 maja tego samego roku zmierzył się ówczesnym mistrzem świata WBC Eagle Kyową, z którym przegrał jednogłośnie na punkty.
Po tej porażce zmienił kategorię wagową na wyższą i 4 sierpnia 2007 roku stanął przed kolejną szansą zdobycia tytułu mistrzowskiego, tym razem federacji IBF w kategorii junior muszej, przegrał jednak przez techniczny nokaut w ósmej rundzie z Ulisesem Solísem. Niespodziewanie przegrał też kolejną walkę w lutym 2008 roku – został znokautowany w czwartej rundzie przez Adriana Hernandeza. W maju i sierpniu wygrał dwie kolejne walki z mało znanymi bokserami.
13 czerwca 2009 roku zmierzył się z niepokonanym wcześniej Ivánem Calderónem, ówczesnym mistrzem świata federacji WBO. Walka zakończyła się techniczną decyzją, ponieważ Calderón doznał dużego rozcięcia skóry na czole po przypadkowym zderzeniu głowami w czwartej rundzie. W rundzie piątej dwa kolejne przypadkowe zderzenia powiększyły ranę, a w rundzie szóstej walka została przerwana za radą lekarza ringowego. Do chwili przerwania pojedynku sędziowie punktowali 58–56 dla Calderóna, 58–56 dla Mayola i 57–57. Walka zakończyła się więc remisem, a Portorykańczyk zachował pas mistrzowski. Trzy miesiące później doszło do rewanżu pomiędzy tymi pięściarzami. Także tym razem walka została przerwana po przypadkowym zderzeniu głowami i zakończyła się techniczną decyzją sędziów, którzy przyznali zwycięstwo Calderónowi: dwóch sędziów punktowało na korzyść Calderóna w stosunku 68–65, trzeci sędzia punktował w takim samym stosunku na korzyść Mayola.
21 listopada 2009 roku zdobył pas mistrzowski federacji WBC, pokonując przez techniczny nokaut już w drugiej rundzie Edgara Sosę. Sosa doznał kontuzji w wyniku przypadkowego zderzenia głowami, a chwilę później został znokautowany, w związku z czym sędzia przerwał pojedynek.
27 lutego 2010 roku, w pierwszej obronie tytułu, zmierzył się z Omarem Niño Romero. Walka zakończyła się technicznym remisem w trzeciej rundzie. Mayol, uderzony przez Romero poniżej pasa, skrzywił się z bólu i opuścił ręce, jednak zanim sędzia zdołał przerwać pojedynek, aby dać mu dojść do siebie po faulu, Romero uderzył Mayola lewym sierpowym, po którym pięściarz z Filipin stracił przytomność. Sędzia po kilku minutach zamieszania ogłosił remis, a Mayol został zniesiony z ringu na noszach, z kołnierzem ortopedycznym na szyi.